# Jörgen Pettersson
Jörgen Pettersson (Lackalänga, 29 de setembro de 1975) é um ex-futebolista profissional sueco que atuava como atacante.

## Carreira
Jörgen Pettersson integrou a Seleção Sueca de Futebol na Eurocopa de 2000.